# Arcidiocesi di Owerri
L'arcidiocesi di Owerri (in latino: Archidioecesis Overriensis) è una sede metropolitana della Chiesa cattolica in Nigeria. Nel 2023 contava 1.079.950 battezzati su 1.555.338 abitanti. È retta dall'arcivescovo Lucius Iwejuru Ugorji.

## Territorio
L'arcidiocesi comprende 8 Local government areas dello stato nigeriano di Imo.
Sede arcivescovile è la città di Owerri, dove si trova la cattedrale dell'Assunta.
Il territorio è suddiviso in 164 parrocchie.

## Storia
Il vicariato apostolico di Owerri fu eretto il 12 febbraio 1948 con la bolla In christianum di papa Pio XII, per divisione del vicariato apostolico di Onitsha-Owerri, dalla quale trasse origine anche l'attuale arcidiocesi di Onitsha.
Il 18 aprile 1950 il vicariato apostolico fu elevato a diocesi con la bolla Laeto accepimus dello stesso papa Pio XII. Originariamente era suffraganea dell'arcidiocesi di Onitsha.
Il 23 giugno 1958, il 16 maggio 1961, il 29 novembre 1980 e il 18 novembre 1987 cedette porzioni del suo territorio a vantaggio dell'erezione rispettivamente delle diocesi di Umuahia, di Port Harcourt, di Orlu e di Ahiara.
Il 26 marzo 1994 è stata ulteriormente elevata al rango di arcidiocesi metropolitana con la bolla Ad aptius efficaciusque di papa Giovanni Paolo II.

## Cronotassi dei vescovi
Si omettono i periodi di sede vacante non superiori ai 2 anni o non storicamente accertati.
- Joseph Brendan Whelan, C.S.Sp. † (12 febbraio 1948 - 25 giugno 1970 dimesso[2])
- Mark Onwuha Unegbu † (25 giugno 1970 - 1º luglio 1993 ritirato)
- Anthony John Valentine Obinna (1º luglio 1993 - 6 marzo 2022 ritirato)
- Lucius Iwejuru Ugorji, dal 6 marzo 2022

## Statistiche
L'arcidiocesi nel 2023 su una popolazione di 1.555.338 persone contava 1.079.950 battezzati, corrispondenti al 69,4% del totale.
| anno | popolazione | popolazione | popolazione | presbiteri | presbiteri | presbiteri | presbiteri                | diaconi | religiosi | religiosi | parrocchie |
| anno | battezzati  | totale      | %           | numero     | secolari   | regolari   | battezzati per presbitero | diaconi | uomini    | donne     | parrocchie |
| ---- | ----------- | ----------- | ----------- | ---------- | ---------- | ---------- | ------------------------- | ------- | --------- | --------- | ---------- |
| 1950 | 249.620     | 2.500.000   | 10,0        | 56         | 7          | 49         | 4.457                     |         |           | 27        | 26         |
| 1970 | 615.319     | 2.000.000   | 30,8        | 106        | 31         | 75         | 5.804                     |         | 111       | 78        | 50         |
| 1980 | 1.154.235   | 2.188.000   | 52,8        | 91         | 81         | 10         | 12.683                    |         | 26        | 78        | 60         |
| 1990 | 443.027     | 1.198.147   | 37,0        | 75         | 60         | 15         | 5.907                     |         | 81        | 85        | 47         |
| 1999 | 566.965     | 1.561.155   | 36,3        | 170        | 143        | 27         | 3.335                     |         | 106       | 140       | 67         |
| 2000 | 580.301     | 1.604.867   | 36,2        | 178        | 141        | 37         | 3.260                     |         | 114       | 156       | 67         |
| 2001 | 607.103     | 1.654.075   | 36,7        | 182        | 144        | 38         | 3.335                     |         | 118       | 163       | 71         |
| 2002 | 633.271     | 1.676.386   | 37,8        | 199        | 165        | 34         | 3.182                     |         | 120       | 165       | 74         |
| 2003 | 659.114     | 1.692.412   | 38,9        | 215        | 173        | 42         | 3.065                     |         | 131       | 191       | 84         |
| 2004 | 670.986     | 1.693.329   | 39,6        | 236        | 189        | 47         | 2.843                     |         | 127       | 147       | 89         |
| 2013 | 1.053.000   | 2.080.000   | 50,6        | 306        | 245        | 61         | 3.441                     |         | 287       | 227       | 137        |
| 2016 | 1.064.209   | 1.525.667   | 69,8        | 339        | 240        | 99         | 3.139                     |         | 292       | 291       | 145        |
| 2019 | 1.086.393   | 1.547.780   | 70,2        | 357        | 268        | 89         | 3.043                     |         | 282       | 294       | 155        |
| 2021 | 1.093.700   | 1.555.338   | 70,3        | 396        | 279        | 117        | 2.761                     |         | 310       | 319       | 162        |
| 2023 | 1.079.950   | 1.555.338   | 69,4        | 396        | 279        | 117        | 2.727                     |         | 310       | 319       | 164        |